# Éric Vogel
Éric Vogel (* 12. August 1970 in Straßburg) ist ein ehemaliger französischer Fußballspieler auf der Position eines Stürmers.

## Karriere

### Verein
Éric Vogel begann seine aktive Karriere als Fußballspieler 1980 bei Racing Straßburg und kam 1988 erstmals für die B-Mannschaft des Vereins zum Einsatz, bei der er beinahe seine gesamte Karriere verbrachte. Sein erstes Spiel für die Profimannschaft der Straßburger machte er am 30. September 1989, als er im Zweitligaspiel gegen den FC Istres in der 87. Minute für Eric Géraldes eingewechselt wurde. Es blieb sein einziger Einsatz in der Saison 1989/90; Vogel blieb ein Stammplatz verwehrt. 1992 konnte er mit der Mannschaft in die Division 1 aufsteigen. Im Juli 1994 wurde Vogel an den Zweitligisten OFC Charleville verliehen, wo er erstmals ein wenig an Profispielpraxis sammeln konnte, nachdem er bei Racing Straßburg nur zu sporadischen Kurzeinsätzen im Profibereich gekommen war. Sein letztes Spiel als Profi machte Vogel am 21. August 1997, als er bei der 1:2-Niederlage gegen den FC Nantes in der Anfangself stand. Nach Ende der Saison beendete er seine Profikarriere. In der Saison 1998/99 war er noch für den Straßburger Vorortverein SC Schiltigheim tätig. Für die B-Mannschaft Racing Straßburg agierte er zumeist als Stürmer und kam dabei in 201 Ligaspielen 51 Mal zum Torerfolg. Daneben wies er neun torlose Profiligaeinsätze für Straßburg sowie 18 Ligaeinsätze und drei Tore für Charleville auf.